# LEGO Indiana Jones: The Original Adventures
Lego Indiana Jones: The Original Adventures er et computerspil fra 2008, der er udviklet af Traveller's Tales og udgivet af LucasArts.
I spillet kan man genskabe (mere humoristiske) øjeblikke fra de første tre Indiana Jones-film, med LEGO-animerede figurer.